# 横井夜雨
横井 夜雨（よこい やう、1883年（明治16年） - 1945年（昭和20年））は、明治からか昭和まで活動した実業家。本名は、横井 半三郎（よこい はんさぶろう）という。茶人であり「夜雨」の号がある。

## 生涯
1883年（明治16年）、愛知県名古屋市に生まれる。慶應義塾を卒業後王子製紙に入社し、参与を務める。その後、樺太で山林会社を設立。ロシアのモスクワで務めた後、東京へ戻り、三井財閥の創始者、益田孝（鈍翁）を私淑し、茶の湯を能くする。茶会記の研究及び古陶の研究家をした。1945年（昭和20年）死去。小田原に、小田原における旧横井夜雨別邸・茶室 「廂庵」がある。
畠山即翁との茶友のつながりで、夜雨の茶道具などの品の一部を畠山記念館に所蔵している。

## 参考資料
- 白井洋平、岡山理香「小田原における旧横井夜雨別邸・茶室「廂庵」の実測調査について」東京都市大学共通教育部紀要  9, 137-145, 2016

A Survey of the Tea Ceremony House, "Hisashian", at the Former Yokoi Yau Residence in Odawara, Kanagaw」